# Gullivers Reisen
Gullivers Reisen è un film muto del 1924 sceneggiato e diretto da Géza von Cziffra. Tratto dal romanzo I viaggi di Gulliver di Jonathan Swift, fu il primo film del regista ungherese.

## Produzione
Il film fu prodotto dalla Renaissance-Film.